# Сахана
Сахана — небольшой башенный поселок XIV—XVII вв. в центральной части Малхистинского ущелья, на крутом склоне левого берега реки Мешехи. Сахана находится в Галанчожском районе Чеченской Республики. Начало строительства датируется XII веком.

## Описание
Башенный посёлок представляет собой развалины нескольких жилых башен и одноэтажных жилых строений. С двух сторон аула стоит по одному склепу. Склеп на северной окраине аула разрушен — сохранились только стены. Второй склеп на южной окраине аула сохранился хорошо. Его основание — 3 м х 2,46 м. Крыша двухскатная, ступенчатая. Ориентирован с северо-запада на юго-восток, фасадом на юго-восток. Двухступенчатый лаз в центре основания фасадной стены.
Наружные размеры лаза 0,40 м х 0,48 м, высота склепа 3,50 м. Внутри на полу множество человеческих костей. Костяки, должно быть, лежали в три яруса на нарах из шиферных плит.
На вершине гребня расположена крупная четырёхэтажная жилая башня, которая, видимо, дала начало всему комплексу. От неё к северу и югу по склонам спускаются руины разнообразных построек. На юго-восточной границе комплекса сохранилось мусульманское кладбище, на территории которого стоит руинированный наземный башне образный склеп с пирамидальной крышей. Высота над уровнем моря 1460 метров, в состав комплекса входят 10 жилых башен. После восстановления Чечено-Ингушской АССР в 1956 году чеченскому населению было запрещено селиться в данном районе.